# Bulbophyllum biseriale
Bulbophyllum biseriale är en orkidéart som beskrevs av Cedric Errol Carr. Bulbophyllum biseriale ingår i släktet Bulbophyllum och familjen orkidéer. Inga underarter finns listade i Catalogue of Life.